# Eidson Road
Eidson Road és una concentració de població designada pel cens dels Estats Units a l'estat de Texas. Segons el cens del 2000 tenia 9.348 habitants.

## Demografia
Segons el cens del 2000, Eidson Road tenia 9.348 habitants, 2.232 habitatges, i 2.077 famílies. La densitat de població era de 507,6 habitants per km².
Dels 2.232 habitatges en un 61,3% hi vivien nens de menys de 18 anys, en un 76,2% hi vivien parelles casades, en un 13,7% dones solteres, i en un 6,9% no eren unitats familiars. En el 6,3% dels habitatges hi vivien persones soles el 3% de les quals corresponia a persones de 65 anys o més que vivien soles. El nombre mitjà de persones vivint en cada habitatge era de 4,19 i el nombre mitjà de persones que vivien en cada família era de 4,38.
Per edats la població es repartia de la següent manera: un 40,9% tenia menys de 18 anys, un 10,4% entre 18 i 24, un 26,8% entre 25 i 44, un 16,1% de 45 a 60 i un 5,9% 65 anys o més.
L'edat mediana era de 24 anys. Per cada 100 dones de 18 o més anys hi havia 91,8 homes.
La renda mediana per habitatge era de 19.355 $ i la renda mediana per família de 20.327 $. Els homes tenien una renda mediana de 18.393 $ mentre que les dones 13.212 $. La renda per capita de la població era de 6.115 $. Aproximadament el 39,4% de les famílies i el 41,7% de la població estaven per davall del llindar de pobresa.

## Poblacions més properes
El següent diagrama mostra les poblacions més properes.